# Trichosalpinx drosoides
Trichosalpinx drosoides là một loài thực vật có hoa trong họ Lan. Loài này được Carnevali & I.Ramírez miêu tả khoa học đầu tiên năm 1987.